# Offroicourt
Offroicourt là một xã, nằm ở tỉnh Vosges trong vùng Grand Est của Pháp. Xã này có diện tích 9,33 kilômét vuông, dân số năm 1999 là 121 người. Xã này nằm ở khu vực có độ cao trung bình 300 m trên mực nước biển.

## Biến động dân số
| 1710                                         | 1810 | 1962 | 1968 | 1975 | 1982 | 1990 | 1999 |
| -------------------------------------------- | ---- | ---- | ---- | ---- | ---- | ---- | ---- |
| 149                                          | 474  | 122  | 137  | 129  | 149  | 146  | 121  |
| Số liệu từ năm 1962: Dân số không tính trùng |      |      |      |      |      |      |      |